# غریبه‌ای با تفنگ
غریبه‌ای با تفنگ (انگلیسی: The Stranger Wore a Gun) فیلمی وسترن آمریکایی محصول سال ۱۹۵۳ به کارگردانی آندری دی‌تاث و با بازی راندولف اسکات و کلر تروور است. این فیلم بر اساس داستان کوتاه «طلای یانکی» نوشته جان دبلیو. کانینگهام ساخته شده است. داستان فیلم دربارهٔ یک جنایتکار جنگی تحت تعقیب برای کشتار زنان و کودکان است که به آریزونا می‌رود تا در سرقت طلا شرکت کند اما تصمیم می‌گیرد زندگی‌اش را تغییر دهد.
این فیلم یکی از نخستین فیلم‌های سه‌بعدی در ژانر وسترن است که در سال ۱۹۵۳ حدود ۱٫۶ میلیون دلار در گیشه آمریکای شمالی فروش داشت. بازیگران مکمل شامل جوآن ولدون، جورج مکریدی، آلفونسو بدویا، لی ماروین و ارنست بورگناین هستند.

## خلاصه داستان
جف تراویس، جاسوس مهاجمان کوانتریل، وقتی متوجه ماهیت واقعی کوانتریل می‌شود، گروه را ترک کرده و به‌عنوان سرباز رسمی به ارتش کنفدراسیون می‌پیوندد. پس از جنگ، او به لطف هشدار دوستش جوزی، از دست گروهی که به‌دنبال جنایتکاران جنگی کوانتریل بودند، فرار می‌کند. با توصیه جوزی، او به پرسکات در آریزونا می‌رود تا زندگی جدیدی آغاز کند.
جولز مورِت، صاحب فاسد یک سالن، جف را استخدام می‌کند تا بر محموله‌های طلای خط حمل‌ونقل محلی متعلق به جیسون کانروی و دخترش شلبی نظارت کند. این عملیات به‌منظور آماده‌سازی برای یک سرقت بزرگ است.
پس از تیراندازی و کشته شدن راننده محموله در یک سرقت، جف تصمیم می‌گیرد صادق شود و انتقام بگیرد. او در مواجهه با جولز و افرادش، سالن را به آتش می‌کشد و در نهایت موفق می‌شود با جوزی به‌سمت کالیفرنیا حرکت کند تا زندگی جدیدی آغاز کند.

## بازیگران
- راندولف اسکات در نقش جف تراویس
- کلر تروور در نقش جوزی سالیوان
- جوآن ولدون در نقش شلبی کانروی
- جورج مکریدی در نقش جولز مورِت
- آلفونسو بدویا در نقش دگاس
- لی ماروین در نقش دن کرث
- ارنست بورگناین در نقش بول اسلاگر
- پیر واتکین در نقش جیسون کانروی
- جوزف ویتاله در نقش شُرتی
- کلم بونز در نقش جیم مارتین
- جیمز میلیکان در نقش ویلیام کلارک کوانتریل[۳]